# Älgsjön (Frustuna socken, Södermanland)
Älgsjön är en sjö i Gnesta kommun i Södermanland och ingår i Svärtaåns huvudavrinningsområde. Sjöns area är 0,028 kvadratkilometer och den befinner sig 27 meter över havet.